# 갱도

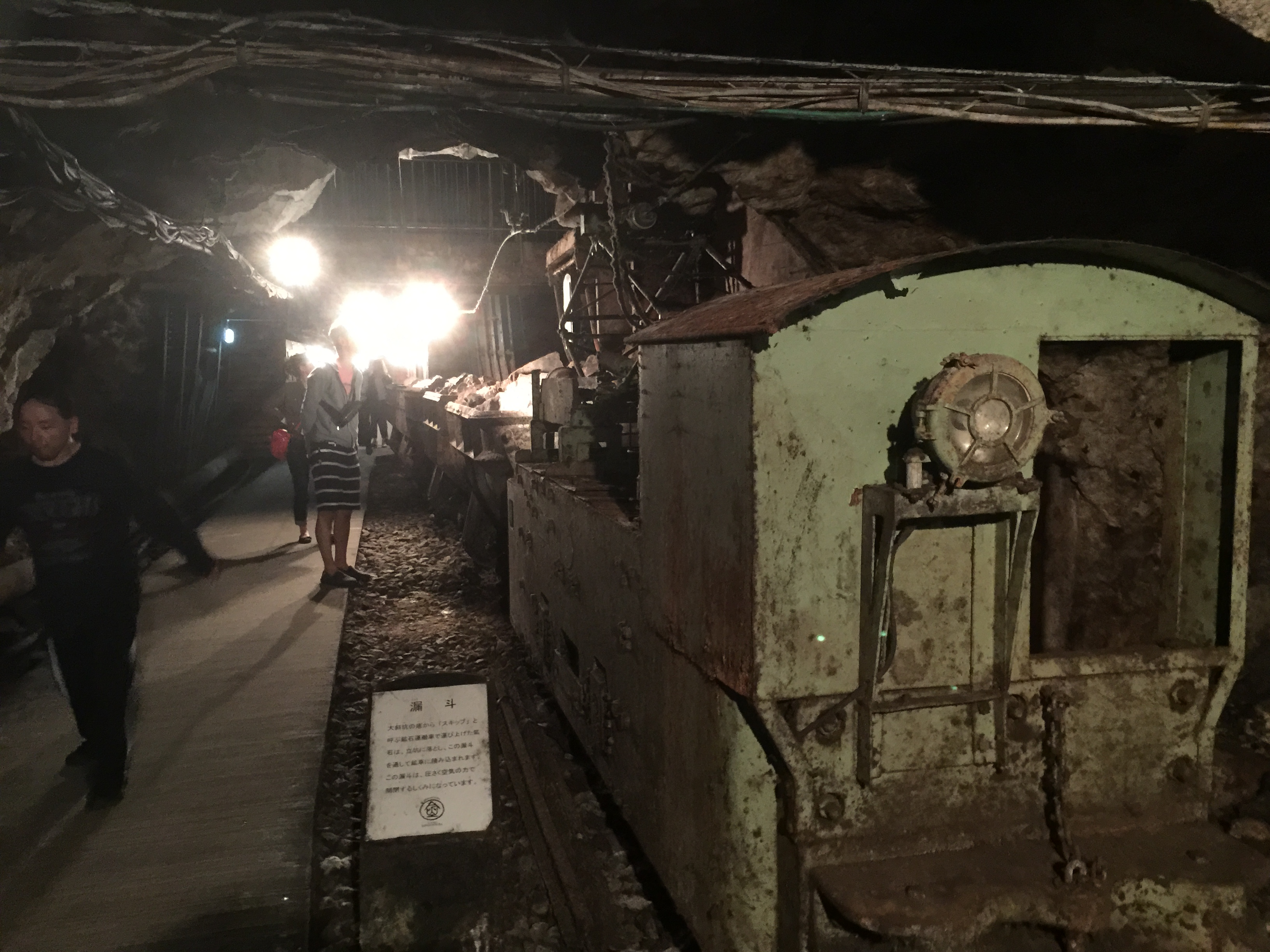
쿠시키노 광산의 갱도

갱도(坑道)는 지하에 만들어지는 통로를 말한다. 주로 광산 등에서 채굴을 위해 굴착된다. 광산에서는 광상을 따라 파고 나아가고, 금처럼 가격이 높은 자원에서는 지하 3000m 이상까지 파고 나온 예도 있다. (남아프리카 공화국의 타우토나 광산)

## 같이 보기
- 터널전
- 카나트